# Wendy’s
Wendy’s ist eine internationale Schnellrestaurant-Kette, die am 15. November 1969 von Dave Thomas in Columbus, Ohio, gegründet wurde. Das Unternehmen, Wendy’s International, LLC, verlegte seinen Hauptsitz am 29. Januar 2006 nach Dublin, Ohio. Stand 2. November 2023 betreibt Wendy’s weltweit 7.166 Restaurants in 27 Ländern, wovon 415 im Besitz des Unternehmens und 6.751 von Franchisenehmern betrieben werden. Rund 83 % der Filialen befinden sich in den USA. Wendy’s legt die Standards für die Restaurants fest, während Franchisenehmer Öffnungszeiten, Inneneinrichtung sowie Uniformen und Löhne der Mitarbeiter bestimmen.
Wendy’s ist die weltweit drittgrößte Hamburger-Schnellrestaurant-Kette nach McDonald’s und Burger King. Am 29. September 2008 fusionierte das Unternehmen mit Triarc, der börsennotierten Muttergesellschaft von Arby’s. Im Jahr 2011 erzielte Wendy’s einen Umsatz von 2,4 Milliarden US-Dollar.

## Geschichte

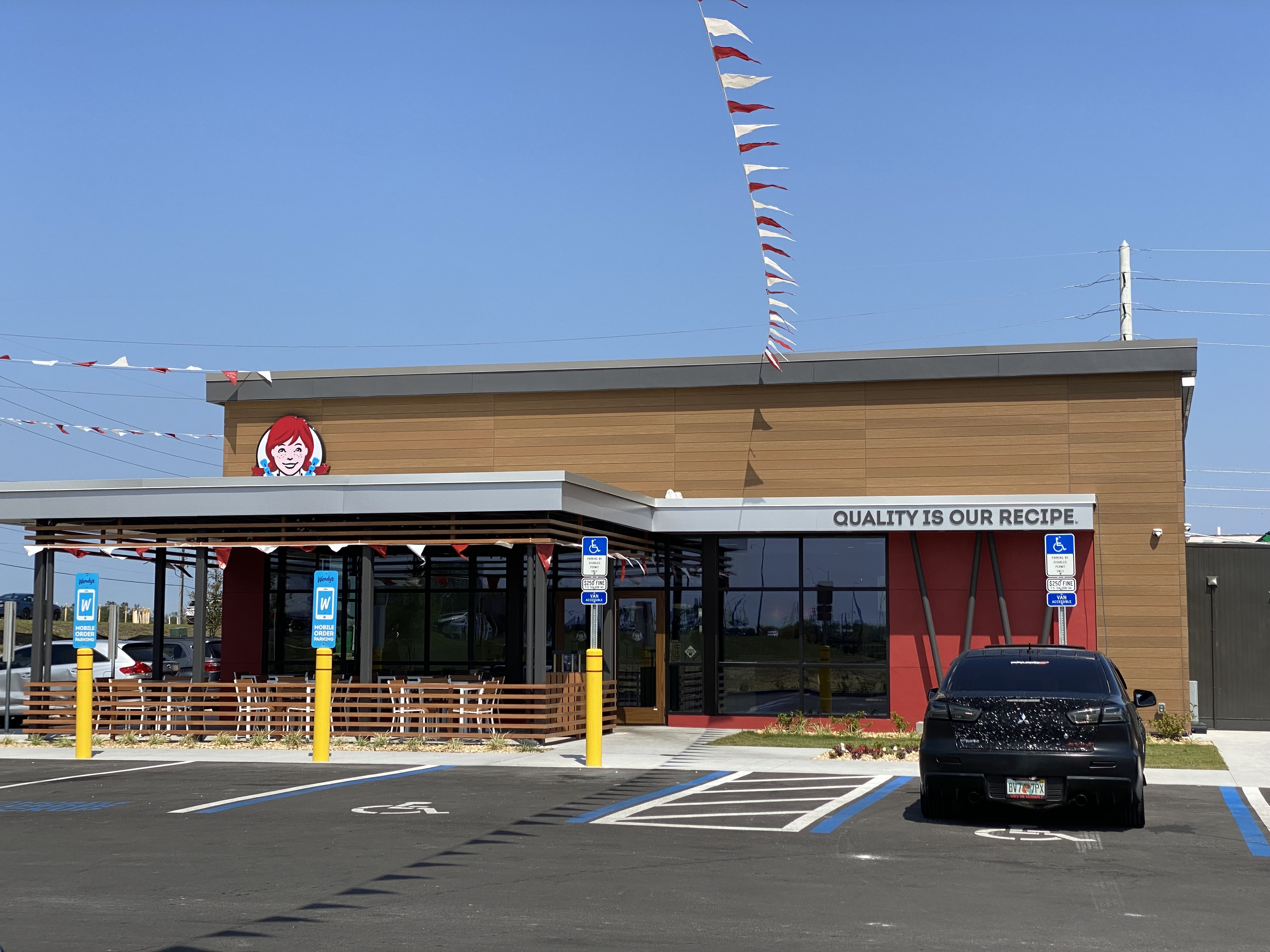
Moderne Wendy's Filiale in Florida.

Der Unternehmensgründer Dave Thomas benannte das erste Restaurant nach dem Spitznamen seiner damals achtjährigen Tochter Melinda Lou. Er gründete auch die Dave Thomas Foundation for Adoption. Im Jahr 2002 starb Thomas, nachdem er 33 Jahre das Unternehmen geleitet hatte.
Im Oktober 2012 wurde der Name von Wendy’s Old Fashioned Hamburgers in Wendy’s geändert und ein neues Logo vorgestellt, welches im Februar 2013 offiziell eingeführt wurde. Zudem wurde eine neue Arbeitskleidung für Mitarbeiter der Restaurantkette eingeführt.
Wendy's ist heute eine der größten Fast-Food-Ketten in Nordamerika und gilt als drittgrößte Burger-Fast-Food-Kette der Welt. International ist die Kette unter anderem in Indonesien, den Philippinen, Japan, Puerto Rico, Venezuela, Mexiko, Honduras und Neuseeland vertreten. In den 70er und 80er Jahren expandierte man auch in einige Länder Europas, u. a. Deutschland, Spanien, Griechenland, Ungarn und das Vereinigte Königreich, zog sich von diesem Märkten aber bald wieder zurück. Derzeit ist Wendy's in Westeuropa nur im Vereinigten Königreich vertreten, wohin man 2021 nach fast 20-jähriger Abstinenz zurückkehrte. Zudem plant man aktuell einen Wiedereinstieg in den australischen Markt. In der Europäischen Union ist es Wendy's derzeit nicht möglich, Restaurants zu eröffnen, da ein Restaurant in den Niederlanden, das ebenfalls Wendy's heißt, die Rechte an dem Namen Wendy's in der gesamten EU hält. Versuche, die Namensrechte in der EU von diesem Restaurant zu bekommen, scheiterten bislang.

### Firmengeschichte in Deutschland
In den 1980er Jahren versuchte die Kette in Deutschland Fuß zu fassen: In von amerikanischen Soldaten bewohnten oder von amerikanischen Touristen stark frequentierten Regionen wurden „Areas“ definiert, in denen sich dann jeweils mehrere Filialen befanden. In größeren US-Kasernen gab es Betriebe nur für die Militärangehörigen. Filialen befanden sich in den Regionen München/Augsburg/Landshut/Ingolstadt/Regensburg und Nürnberg/Fürth, im Großraum Frankfurt am Main, Köln/Bonn, Heidelberg/Mannheim/Worms sowie in Baumholder, Hanau, Gelsenkirchen und Landstuhl. Das Unternehmen zog sich im Zuge der vielen Schließungen der Standorte vollständig aus Deutschland zurück.